# Maanitef
Maanitef est une divinité égyptienne dont le nom signifie « Celui qui voit son père ». Elle préside au 8e jour du mois et a pour fonction de veiller sur les défunts, selon les textes des pyramides.